# Ralph Packet
Ralph Packet, né le 17 juillet 1990 à Etterbeek, est un homme politique belge. Membre de la N-VA, il est député européen de 2018 à 2019.

## Biographie
Candidat aux élections européennes de 2014 sur la liste de la N-VA, il n'est pas élu. Le 22 novembre 2018, il devient membre du Parlement européen, succédant à Sander Loones, nommé ministre de la Défense. Il siège jusqu'à la fin de la législature en juillet 2019.